# Гарфилд, Джеймс Рудольф
Джеймс Рудольф Гарфилд (англ. James Rudolph Garfield; 17 октября 1865 — 24 марта 1950) — американский политик, юрист, сын президента Джеймса Гарфилда и его жены Лукреции Гарфилд. Занимал пост министра внутренних дел в администрации Теодора Рузвельта.

## Биография
Гарфилд родился в Хайрам, штат Огайо, третьим из семи детей Джеймса Абрама и Лукреции Рудольф Гарфилд. За год до начала президентского срока отца учился в Колледже Святого Павла в Конкорде, Нью-Гэмпшир. 2 июля 1881 года, в возрасте 15 лет, он стал свидетелем убийства отца Шарлем Гито на железнодорожном вокзале в Вашингтоне. Президент и его сын ожидали поезда на пути в Williams College в Уильямстауне, штат Массачусетс, куда недавно был принят молодой Джеймс, когда убийца произвёл выстрелы.

### Колледж и ранняя карьера
После смерти отца 19 сентября 1881 года Джеймс учился в Williams College, который закончил в 1885 году, прежде чем поступить в Колумбийскую школу права, где он изучал право и получил степень доктора в 1888 году. В том же году он был принят в сообщество адвокатов Огайо и вместе с братом, Гарри Огастесом Гарфилдом, начал работать в семейной юридической фирме «Гарфилд и Гарфилд» в Кливленде. С 1890 года до своей смерти в 1950 году он был женат на Хелен Ньюэлл. Их внук, Ньюэлл Гарфилд, позже женился на Джейн Харрисон Уокер, внучке президента Бенджамина Гаррисон и второй жены Гаррисона Мэри Харрисон, внучатой племянницы Джеймса Блейна.

### Политическая карьера
С 1896 года по 1899 год он служил в Сенате штата Огайо. Он был влиятельным советником президента Теодора Рузвельта, выступающим в качестве члена Комиссии по гражданской службе с 1902 по 1903. С 1903 по 1907 год был смотрителем корпораций в Министерстве торговли и труда, где он следил за мясокомбинатами, нефтезаводами, заводов стали и за железнодорожной промышленностью. С 1907 по 1909 год занимал пост министра внутренних дел в кабинете Рузвельта, выступая за сохранение природных ресурсов. 4 марта 1909 покинул пост и вернулся к своей юридической практике в Кливленде. Гарфилд был кандидатом на должность губернатора штата Огайо от Республиканской партии в 1910, но вышел из соревнования. Во время президентских выборов 1912 года был одним из ключевых сторонников переизбрания Рузвельта на третий срок. В 1914 году он сделал неудачную попытку баллотироваться на должность губернатора штата Огайо от Прогрессивной партии.

### Первая мировая война
В 1917 году Рузвельт выбран Гарфилда как одного из восемнадцати офицеров (среди прочих были Сет Буллок, Фредерик Бёрнхем и Джон М. Паркер), чтобы организовать добровольческую пехотную дивизию для участия в Первой мировой войне на территории Франции. Конгресс США предоставил Рузвельту полномочия для создания четырёх таких соединений, подобных отрядам «Мужественных всадников», участвовавших в Испано-американской войне; однако президент Вудро Вильсон отказался использоваться добровольцев и формирование было распущено.
Гарфилд умер в Кливленде, штат Огайо, 24 марта 1950 года, последним из оставшихся в живых членов администрации Теодора Рузвельта. Он пережил своего отца почти на 69 лет. Похоронен на городском кладбище в Менторе, штат Огайо, рядом с женой Хелен.